# 青森県道175号九艘泊脇野沢線
青森県道175号九艘泊脇野沢線（あおもりけんどう175ごう くそうどまりわきのさわせん）は、青森県むつ市を通る一般県道である。

## 概要
むつ市脇野沢字九艘泊からほぼ陸奥湾の海岸に沿って通り、むつ市脇野沢字本村で国道338号交点に至る。

### 路線データ
- 起点：むつ市脇野沢九艘泊[1]
- 終点：むつ市脇野沢[1]

## 歴史
- 1961年（昭和36年）2月10日 - 県道に認定される[1]。

## 地理

### 交差する道路
- 国道338号（終点）

### 沿線の施設など
- 猿の住む海辺公園（北限のサル）
- 下ノ崎
- イボ崎
- 海を育む森林公園
- トドメキ崎
- むつ市立脇野沢中学校
- 愛宕山海水浴場
- 愛宕山公園
- 脇野沢ユースホステル
- むつ市役所 脇野沢庁舎
- 脇野沢漁港